# Rugby în șapte
Rugby-ul în șapte, prescurtat rugby în VII sau rugby în 7 (în engleză rugby sevens, prescurtat 7s) este o variantă a rugby-ului în XV (în engleză rugby union), care se joacă cu șapte jucători pe echipă și o durată de joc mai scurtă.

## Istoric
Rugby-ul în șapte s-a născut în 1883 la Melrose, un oraș din Scottish Borders în Scoția. Clubul de rugby al acestui oraș era confruntat cu dificultățile financiare grave. S-a organizat un turneu sportiv în scopul colectării de fonduri. Măcelarul David Sanderson și ucenicul său Ned Haig au propus reducerea numărului de jucători la șapte pentru a micșora costurile suportate de cluburile participante. Pe 28 aprilie 1883, șapte cluburi din Scottish Borders au disputat turneul pe terenul Greenyards.
Popularitatea variantei în șapte a crescut rapid în regiune. La începutul secolului al XX-lea s-a dezvoltat în Anglia, în Noua Zeelandă și în Argentina. În 1973 s-a disputat turneul centenarului, SRU Centenary Sevens, cu Scoția, Anglia, Australia, Franța, Irlanda, Noua Zeelandă, Țara Galilor și echipa Barbarians. Anglia a câștigat finala disputată pe Stadionul Murrayfield. Câțiva ani mai târziu rugby-ul în șapte a început să fie în Hong Kong, ceea ce a dus în 1993 la înființarea ligii RWC Sevens Series.
În 2009, la cea de-a 121-a sesiune a Comitetului Olimpic Internațional de la Copenhaga, s-a votat în majoritate includerea rugby-ului în șapte în programul olimpic. Primele probe, masculin și feminin, se vor desfășura la Jocurile Olimpice de vară din 2016.

## Reguli de joc
Regulile de bază ale jocului sunt aceleași ca și în rugby-ul în XV: două echipe își dispută o minge ovală, care se poate pasa numai înapoi cu mâna, sau și înainte, dacă este lovită cu piciorul. O echipă cuprinde:
- trei înaintașii (forwards): doi pilieri (props) și talonerul (hooker);
- o linie de trei sferturi (backs): mijlocașul la grămadă (scrum-half), mijlocașul la deschidere (fly-half), centrul (centre) și fundașul/aripa (fullback/winger).

Rugby se joacă pe un teren de rugby standard, adică dreptunghiular, având dimensiunile de 144×70 metri maximum, de cele mai multe ori acoperit cu gazon. Un meci durează 14 de minute, în două reprize de șapte de minute și o pauză de un minut. În finala unei competiției, durata jocului se mărește la 20 de minute, în două reprize a 10 minute. Echipele schimbă terenurile între cele două reprize.

## Legături externe
- en  es  fr  Rugby-ul în șapte la World Rugby
- en  Melrose Sevens, clubul fondator